# Klara Geywitz

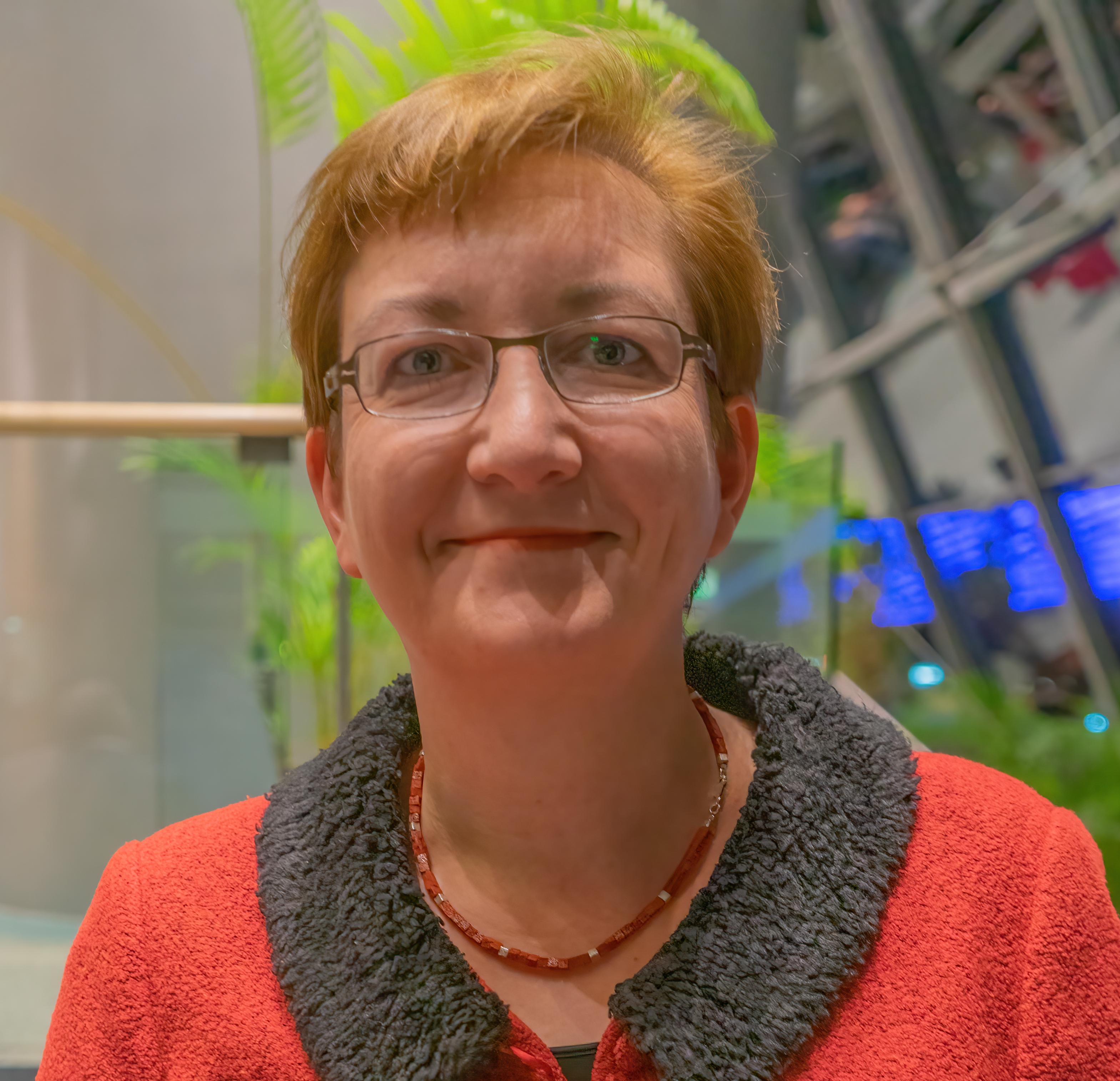
Klara Geywitz (2020)

Klara Geywitz (* 18. Februar 1976 in Potsdam) ist eine deutsche Politikerin (SPD). Von 2021 bis 2025 war sie Bundesministerin für Wohnen, Stadtentwicklung und Bauwesen im Kabinett Scholz.
Geywitz gehörte von 2004 bis 2019 als direkt gewählte Abgeordnete des Wahlkreises Potsdam I dem Landtag Brandenburg an. Nachdem sie bei der Wahl zum SPD-Vorsitz 2019 erfolglos zusammen mit Olaf Scholz kandidiert hatte, war sie von 2019 bis 2025 eine der stellvertretenden Bundesvorsitzenden der SPD.

## Herkunft, Ausbildung und Privates
Geywitz wuchs in Seeburg an der Stadtgrenze zu Potsdam als Tochter eines Lehrers und einer Erzieherin auf und ging zunächst in Groß Glienicke zur Schule. 1990 wechselte sie an die Sportschule Potsdam „Friedrich Ludwig Jahn“ und machte dort 1995 ihr Abitur. Anschließend begann sie an der Universität Potsdam ein Studium der Politikwissenschaft, das sie 2002 mit dem Diplom abschloss. In dieser Zeit war sie Mitarbeiterin des Landtagsabgeordneten Steffen Reiche, einem der Gründer der SPD Brandenburg. Von 2002 bis 2004 war sie Referentin der SPD Brandenburg. Vom 17. August 2020 bis zu ihrer Ernennung zur Bundesministerin arbeitete sie beim Landesrechnungshof Brandenburg als Prüfgebietsleiterin.
Geywitz lebt in Potsdam, ist evangelisch und lebt mit dem Journalisten und PR-Berater Ulrich Deupmann zusammen, mit dem sie eine Tochter und Zwillingssöhne hat. Die Kinder wurden von Steffen Reiche getauft, der auch Patenonkel des jüngeren der Zwillingssöhne ist.

## Partei

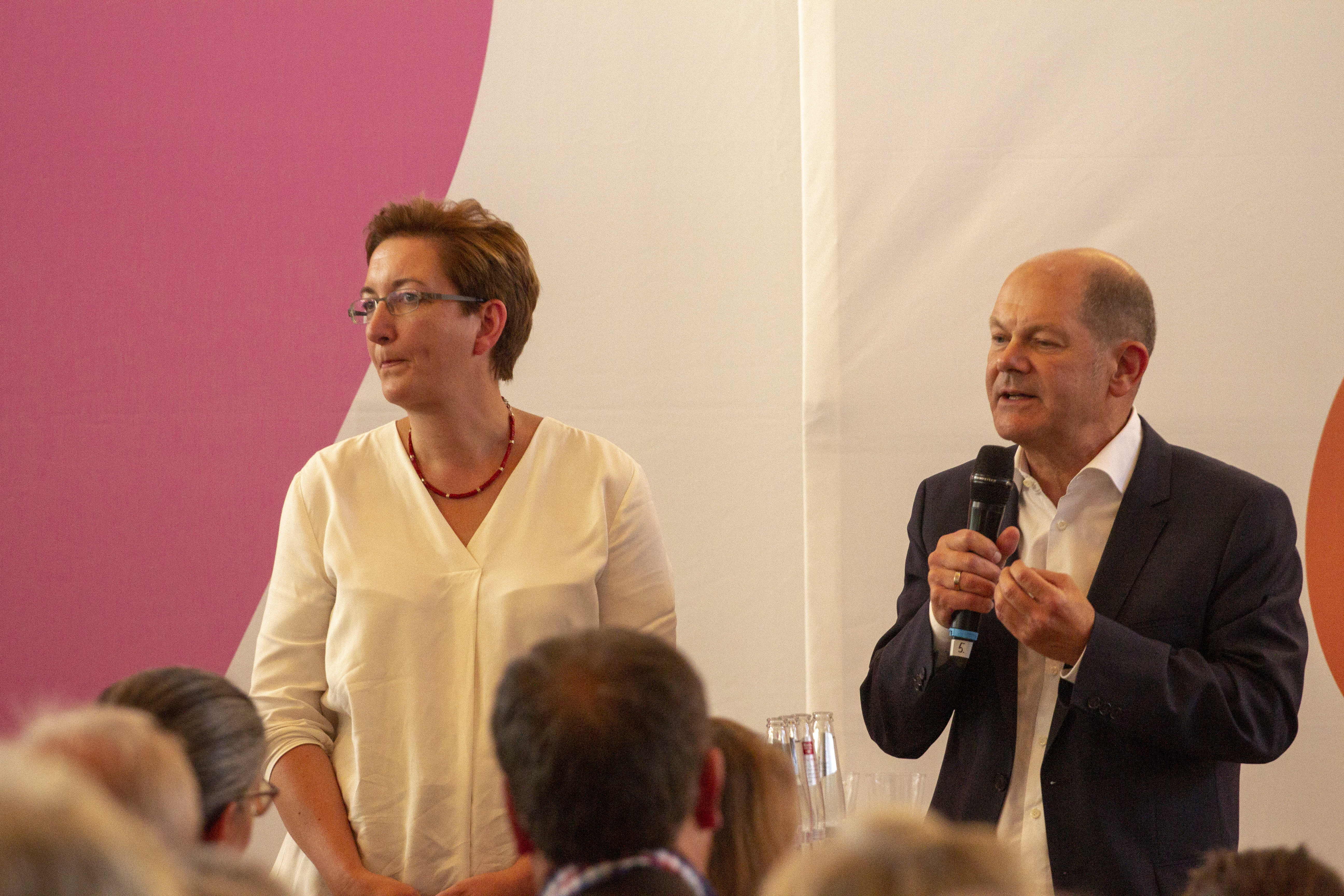
Klara Geywitz mit Olaf Scholz als Bewerberduo für den SPD-Parteivorsitz bei einer Regionalkonferenz (2019)

Geywitz wurde im Alter von 16 Jahren im Jahr 1992 Mitglied der SPD. Sie war von August 2008 bis September 2013 stellvertretende Vorsitzende der SPD Brandenburg. Nach der Wahl des bisherigen Generalsekretärs Klaus Ness zum Fraktionsvorsitzenden wurde sie am 2. September 2013 zur kommissarischen Generalsekretärin ernannt und am 24. November 2013 wählte der Landesparteitag sie in dieses Amt. Wegen der Aussetzung der Kreisgebietsreform trat sie am 1. November 2017 als Generalsekretärin zurück. Ihre anschließende Arbeit im Hintergrund brachte ihr laut einem Medienbericht „Respekt und Anerkennung“ ein. Am 8. Dezember 2017 wurde sie als Beisitzerin in den SPD-Parteivorstand gewählt. Im Frühjahr 2018 hat sie den Koalitionsvertrag mit den Unionsparteien mitausgehandelt.
Im August 2019 kündigten sie und Vizekanzler Olaf Scholz als „Tandem mit unterschiedlichen Lebenswegen, Erfahrungen und verschiedenen Perspektiven“ ihre Kandidatur als SPD-Vorsitzende an. Als ein Motiv ihrer Kandidatur gab die Potsdamerin an, dass viele im Osten das Gefühl hätten, dass ihre Geschichte in den gesamtdeutschen Erzählungen nicht vorkomme und dass die Eliten westdeutsch seien. Dietmar Woidke sprach von einer „exzellenten Bewerbung“ und nannte Geywitz eine „hervorragende Diskussionspartnerin, die mit inhaltlicher Zuspitzung, klarer strategischer Linie und zugleich gepaart mit Herzenswärme und Humor überzeugen kann“. Bei der Pressekonferenz, bei der Geywitz ihre Kandidatur mit Scholz bekanntgab, waren ihre Schwerpunkte bei den Themen Familie, Ostdeutschland, Migration und Frauen. Geywitz und Scholz erklärten, sie würden als Team für „Erneuerung und Erfahrung“ stehen und das Ziel verfolgen, die SPD wieder zu einer starken linken Volkspartei zu machen. Nachdem der Schatzmeister der SPD Brandenburg, Harald Sempf, Geywitz die Eignung für den Parteivorsitz abgesprochen hatte, solidarisierten sich mehrere SPD-Spitzenpolitiker, darunter Katarina Barley, Sawsan Chebli und Hubertus Heil, mit Geywitz. Die Jusos Brandenburg forderten Sempfs Rücktritt.
Das Team Klara Geywitz und Olaf Scholz erhielt nach Abschluss des ersten Wahlgangs des Mitgliederentscheids am 26. Oktober 2019 mit 22,7 Prozent den höchsten Stimmenanteil der sechs zur Wahl stehenden Kandidatenduos. Es qualifizierte sich damit für die Stichwahl mit dem zweitplatzierten Team Saskia Esken und Norbert Walter-Borjans, das 21,0 Prozent der Stimmen erhielt. Am 30. November 2019 wurde bekanntgegeben, dass Esken und Walter-Borjans bei der Stichwahl 53,1 Prozent der Stimmen erhielten und Geywitz und Scholz 45,3 Prozent der Stimmen. Auf dem Bundesparteitag am 6. Dezember 2019 wurde Geywitz mit 76,8 Prozent der Delegiertenstimmen zu einer der stellvertretenden Bundesvorsitzenden der SPD gewählt. In dieser Rolle möchte Geywitz insbesondere an den Themen Arbeitnehmerrechte und Weiterbildung arbeiten. Sie amtierte bis Juni 2025.

## Abgeordnete
Geywitz wurde bei der Kommunalwahl 1998 in die Stadtverordnetenversammlung Potsdam gewählt. Dort saß sie im Fraktionsvorstand, war zunächst Vorsitzende des Ordnungs- und Umweltausschusses und später Mitglied des Ausschusses für Gesundheit und Soziales. Zum 1. Oktober 2013 legte sie ihr Mandat nieder, um sich auf ihr Amt als Generalsekretärin zu konzentrieren. Nachdem sie bei der Kommunalwahl 2014 erneut in die Stadtverordnetenversammlung von Potsdam gewählt worden war, legte sie im November 2014 ihr Mandat erneut nieder. Sie begründete diesen Schritt mit den knappen Mehrheitsverhältnisse im Landtag und den häufig parallel stattfindenden Sitzungen der Stadtverordnetenversammlung mit den Plenartagen des Landtages.
Bei der Landtagswahl 2004 gewann sie mit 33,6 Prozent der Erststimmen das Direktmandat im Wahlkreis Potsdam I. In der 4. Wahlperiode war sie Mitglied im Ausschuss für Bildung, Jugend und Sport und im Ausschuss für Wissenschaft, Forschung und Kultur. Außerdem war sie stellvertretende Vorsitzende der SPD-Fraktion.
Bei der Landtagswahl 2009 gewann sie mit 31,6 Prozent der Erststimmen erneut das Direktmandat im Wahlkreis Potsdam I. In der 5. Wahlperiode war sie Mitglied im Ausschuss für Haushalt und Finanzen. Außerdem war sie Parlamentarische Geschäftsführerin der SPD-Fraktion und Vorsitzende der Enquete-Kommission „Aufarbeitung der Geschichte und Bewältigung von Folgen der SED-Diktatur und des Übergangs in einen demokratischen Rechtsstaat im Land Brandenburg“, bis sie im Herbst 2010 wegen ihrer Schwangerschaft von diesen Posten zurücktrat. Ab November 2011 war sie finanzpolitische Sprecherin der SPD-Fraktion und ab Januar 2013 Vorsitzende des Sonderausschusses BER.
Bei der Landtagswahl 2014 gewann sie mit 28,0 Prozent der Erststimmen erneut das Direktmandat im Wahlkreis Potsdam I. In der 6. Wahlperiode war sie Mitglied im Hauptausschuss, im Ausschuss für Haushaltskontrolle und im Ausschuss für Inneres und Kommunales, dessen Vorsitzende sie ab Januar 2018 war.
Bei der Landtagswahl 2019 unterlag Geywitz mit 26,7 Prozent der Erststimmen im Wahlkreis Potsdam I der Kandidatin Marie Schäffer von der Partei Bündnis 90/Die Grünen, die 27,0 Prozent der Erststimmen erhielt. Über Platz 10 der Landesliste zog sie ebenfalls nicht in den Landtag ein.

## Bundesministerin für Wohnen, Stadtentwicklung und Bauwesen
Auf Vorschlag von Bundeskanzler Olaf Scholz ernannte Bundespräsident Frank-Walter Steinmeier sie am 8. Dezember 2021 zur Bundesministerin für Wohnen, Stadtentwicklung und Bauwesen im Kabinett Scholz. Im Zuge der Bildung des Kabinetts Merz schied sie am 6. Mai 2025 aus dem Ministeramt aus. Während ihrer Amtszeit als Ministerin war sie außerdem Beauftragte der Bundesregierung für den Berlin-Umzug und den Bonn-Ausgleich.

## Politische Positionen

### Arbeit, Gleichstellung und Kindergrundsicherung
Sie gehörte zu den maßgeblichen Initiatoren des letztlich verfassungswidrigen Brandenburger Paritätsgesetzes, demgemäß künftig Frauen und Männer zu gleichen Teilen im Brandenburger Landtag vertreten sein sollten. Sie bezeichnet sich selbst als Feministin, die sich für Vereinbarkeit von Familie und politischem Engagement, bessere Möglichkeiten für Frauen, Vollzeit zu arbeiten, und gleichwertige Bezahlung der Geschlechter einsetzt. Geywitz ist der Meinung, dass die Agenda 2010 Deutschland eine Wachstumsphase beschert habe, und begrüßt es, dass die SPD trotz Protesten am Hartz-IV-Konzept festhielt. Sie befürwortet die Herausnahme von Kindern aus dem Hartz-IV-System und die Einführung einer Kindergrundsicherung.
In Nachverhandlungen des Koalitionsvertrags zwischen SPD und Union – zu denen es wegen der Ablehnung durch die Union nicht kam – wollte Geywitz einen Rechtsanspruch auf eine Ganztagsbetreuung im Grundschulbereich durchsetzen. Außerdem sprach sie sich in diesem Rahmen für eine Einschränkung von Arbeitsverträgen, die ohne jeden Grund befristet sind, sowie die Entschuldung von Kommunen aus.

### Große Koalition
Im Januar 2018 setzte sie sich für die Aufnahme von Koalitionsverhandlungen mit CDU und CSU zur Fortsetzung der schwarz-roten Bundesregierung ein. Dazu sagte sie, dass die SPD zwar keine Fortsetzung der Großen Koalition anstrebe, dies aber nach der Absage der FDP an eine Regierungsbeteiligung besser sei als Neuwahlen und die Möglichkeiten eröffne, Verbesserungen für Ostdeutschland durchzusetzen. Über eine Fortsetzung der Großen Koalition in der zweiten Hälfte der Legislaturperiode sollte ihrer Ansicht nach der Bundesparteitag der SPD im Dezember 2019 entscheiden. Eine Neuauflage der Großen Koalition nach der nächsten Bundestagswahl wollte Geywitz im November 2019 nicht ausschließen.

### Waffenexporte
Zur deutschen Rüstungspolitik erklärte Geywitz im November 2019: „Wenn wir die Waffen nicht exportieren – nach strengen Kriterien –, dann werden es andere Leute machen und das ist kein wesentlicher Fortschritt“. Der Juso-Vorsitzende Kevin Kühnert kritisierte Geywitz wegen dieser Aussage.

### Wohnen und Rolle des Staates
Nachdem eine Studie des Pestel-Instituts Anfang 2024 einen erheblichen Mehrbedarf an Sozialwohnungen attestierte, ein mutmaßliches Missverhältnis der deutschen Sozialausgaben für Wohnen wie Wohngeld und dem für den sozialen Wohnungsbau aufgewendeten Budget kritisierte und einen temporären Mietendeckel forderte, bezeichnete Geywitz die Studie als „hochgradig unseriös“ und in Teilen „völlig absurd“. Sie begründete später: „Wir haben keinen Babysitter-Nanny-Staat, der sich in die Vertragsbeziehung zweier Privatpersonen einmischt“. Der Auftraggeber der Studie, das Bündnis „Soziales Wohnen“ – der Deutsche Mieterbund, die Industriegewerkschaft Bauen-Agrar-Umwelt, die Caritas Behindertenhilfe und Psychiatrie, der Bundesverband Deutscher Baustoff-Fachhandel (BDB) sowie die Deutsche Gesellschaft für Mauerwerks- und Wohnungsbau (DGfM) - wiesen die Vorwürfe der Bundesbauministerin umgehend auf das Schärfste zurück. Die Reaktion von Klara Geywitz auf die Wohnungsmarkt-Studie sei „der untaugliche Versuch, mit dem Mittel der Unterstellung der Falschinformation die Studienergebnisse zu untergraben.“

## Mitgliedschaften
Geywitz gehört seit 2014 dem Vorstand der Stiftung für deutsch-polnische Zusammenarbeit an.